# Zellerfelder Gangzug
Der Zellerfelder Gangzug war einer von drei bedeutenden Gangzügen bei Clausthal-Zellerfeld.

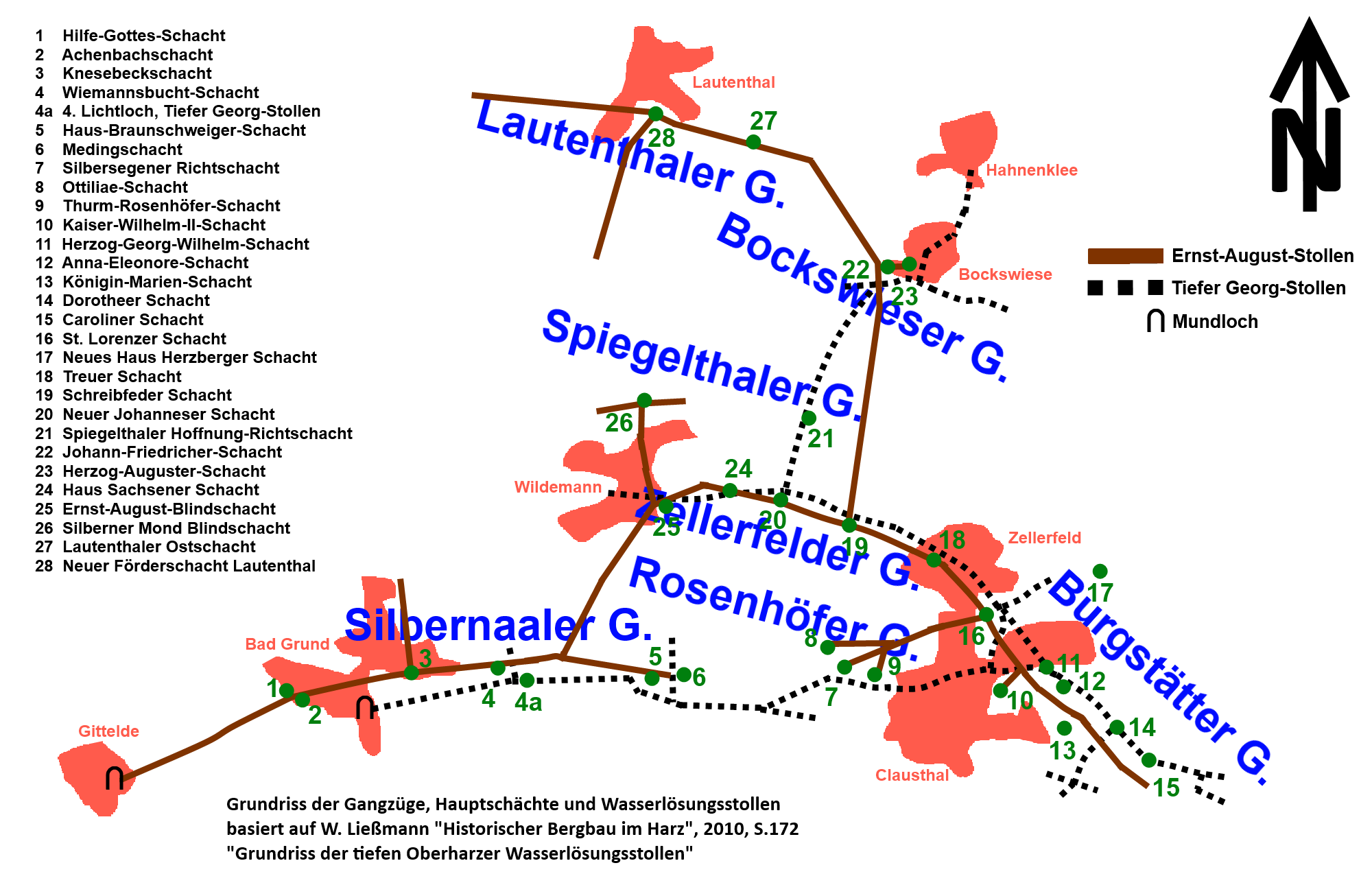
Grundriss mit der Lage des Zellerfelder Gangzuges

## Lage
Der Zellerfelder Gangzug erstreckte sich vom Ostrand Wildemanns bis in das Stadtgebiet von Zellerfeld. Der Burgstätter Gangzug stellte eine südöstliche Erweiterung dar.

## Geschichte
Vor allem vergleichsweise große Silbervorkommen sorgten in der Umgebung der damaligen Zentren des Oberharzer Bergbaus Clausthal und Zellerfeld für einen intensiven Abbau von silberhaltigen Bleierzen. So wurde bereits zwischen 1200 und 1350 zunächst über Tage und später in Tiefen von bis zu 40 Metern Erz gewonnen.

### Auffahren der Wasserlösungsstollen
Zu Beginn des 16. Jahrhunderts begann Herzog Heinrich der Jüngere, den Bergbau in der Region wiederzubeleben. Nach kurzer Zeit wurde erkannt, dass neue Wege zur Ableitung des anfallenden Grubenwassers des Zellerfelder Gangzuges gefunden werden mussten.

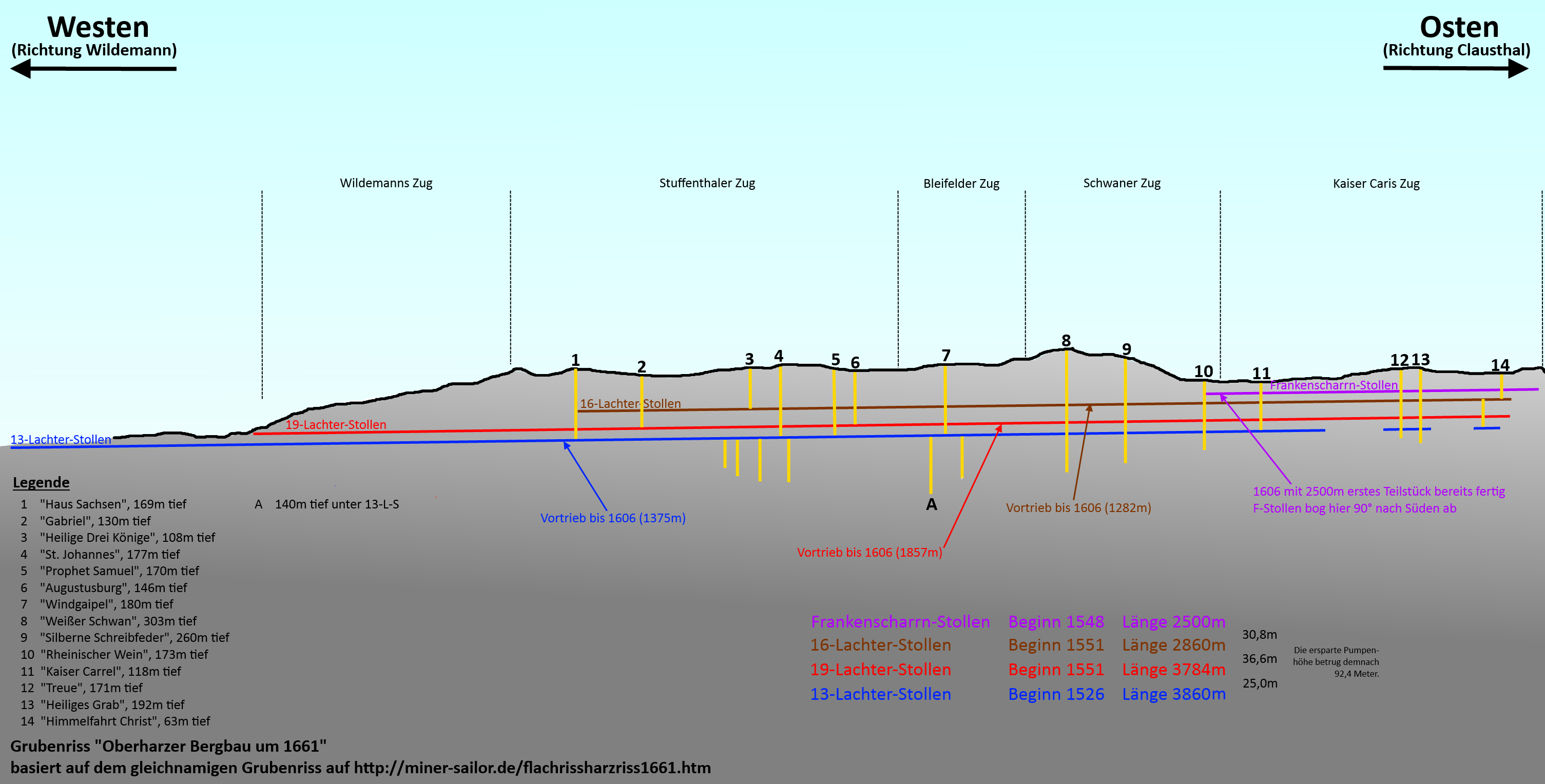
Grubenriss von 1661 mit der Lage der Wasserlösungsstollen

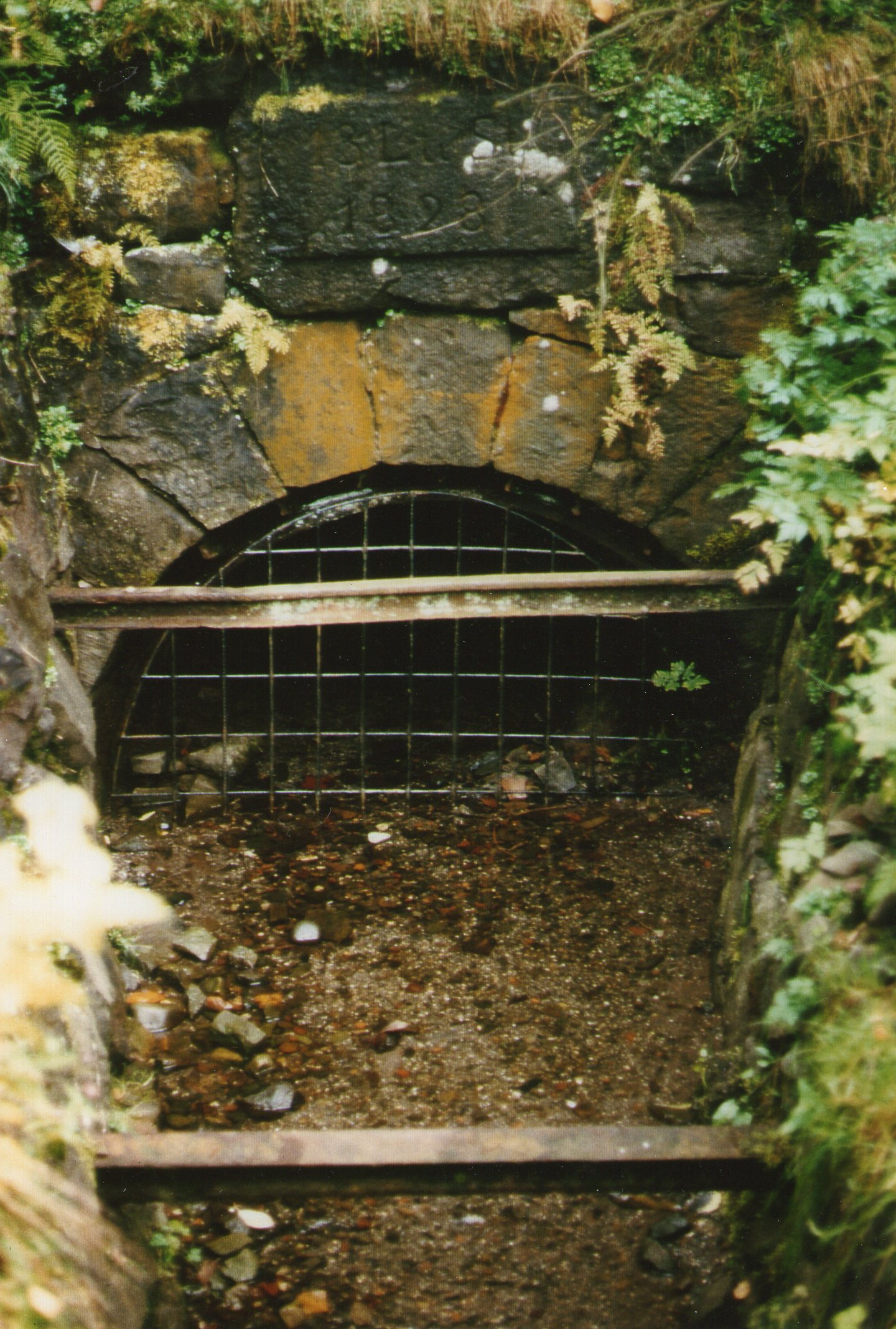
Mundloch des 13-Lachter-Stollens

Ab 1524 setzte man dazu die Arbeiten am Tiefen Wildemann-Stollen in Wildemann fort, um so einen Wasserlösungsstollen zu schaffen. Hartes Gestein und mangelnde Bewetterung hatten zur Folge, dass die Arbeiten gestundet werden mussten. Man versuchte ab 1551 durch den Oberen Wildemann-Stollen und anschließend mithilfe des Glückswardstollens die Probleme des Tiefen Wildemann-Stollens zu lösen, scheiterte aber auch dort aufgrund zu harten Gesteins.
1548 begann man den Frankenscharrn-Stollen als Wasserlösungsstollen für die östlichen Gruben des Zellerfelder Gangzuges.
Zwanzig Jahre später erfolgte die Wiederaufnahme der Arbeiten am Glückswardstollen, der bis 1606 zur Grube Rheinischer Wein bei Zellerfeld mit Schlägel und Eisen durchgetrieben wurde. Er erhielt dann seinen heutigen Namen 16-Lachter-Stollen, da er 16 Lachter unter dem Frankenscharrn-Stollen lag. Zu seiner Entlastung wurden der 19-Lachter-Stollen, welcher sich 19 Lachter unter dem 16-Lachter-Stollen befindet, und der 13-Lachter-Stollen, der wiederum 13 Lachter unter dem 19-Lachter-Stollen liegt, bis zum Ende des 17. Jahrhunderts nach Zellerfeld durchgetrieben.
Um 1680 befanden sich 7 Kehr- und 17 Kunsträder auf dem Zellerfelder Zug. Das aus den Gruben gepumpte Wasser und das mehrfach genutzte Aufschlagwasser floss über den 13-Lachter-Stollen in die Innerste ab.
Anfang des 18. Jahrhunderts waren der 13- und der 19-Lachter-Stollen mit den wichtigsten Gruben des Burgstätter Gangzuges verbunden. Durch das intensive Nutzen von Wasserkünsten konnte man bis in Teufen von 200 Metern unter dem 13-Lachter-Stollen fortschreiten.
Über die gesamte Zeit erfolgte ein schrittweiser Zusammenschluss von einzelnen Gruben. So bestanden Mitte des 18. Jahrhunderts von ursprünglich 50 Gruben noch 15.

#### Krise ab der zweiten Hälfte des 18. Jahrhunderts
Der Siebenjährige Krieg und neue technische Probleme sorgten für eine weitere Krise des Oberharzer Bergbaus ab der zweiten Hälfte des 18. Jahrhunderts. Die Gruben erreichten teilweise eine Teufe von 250 Metern unter dem 13-Lachter-Stollen und trockene Sommer sorgten für nur wenig Aufschlagwasser. Dies hatte zur Folge, dass Wasserkünste nicht mehr betrieben werden konnten und Arbeiten in tiefen Schachtanlagen wegen Überflutung gestundet werden musste. Weiterhin konnte der 13-Lachter-Stollen das Volumen von Grubenwassern aufgrund seines zu geringen Querschnittes nicht mehr aufnehmen.
Um diese Problematik zu lösen, wurde ein neuer und tieferer Erbstollen geplant. Nach Unstimmigkeiten über den genauen Verlauf und Streit zwischen dem Einseitigen Harz und dem Kommunionharz wurde am 26. Juli 1777 mit dem Auffahren des Tiefen Georg-Stollen begonnen.
Bereits 1799 war der Stollen mit allen Clausthaler und Zellerfelder Gruben verbunden. Im Schacht der Grube Caroline befand sich der Tiefe Georg-Stollen zirka 150 Meter unter dem nun „enterbten“ 13-Lachter-Stollen auf einer Teufe von 286 Metern. Die Kosten dieses für damalige Verhältnisse sehr teure Projekt betrugen 398.871 Reichstaler. Sie wurden zu 44,2 % von den Harzbewohnern, 26,7 % von den Gewerken, 25,9 % vom König Georg III. Wilhelm Friedrich und zu 3,2 % von der Bergbaukasse getragen.

#### Tiefe Wasserstrecke
1803 begann man 115 Meter unter der Sohle des Tiefen Georg-Stollen eine gemeinsame Tiefe Wasserstrecke für den Zellerfelder, Burgstätter und Rosenhöfer Gangzug aufzufahren. Ab 1833 befuhr man eine Strecke von 6.570 Metern zwischen dem Caroliner und Schreibfeder Schacht mit Erzkähnen. Dieses Stück hatte kein Gefälle (es war totsöhlig) und das notwendige Wasser wurde durch Dämme auf zirka 1,3 m Höhe gestaut. Diese neue Transportart des abgebauten Erzes erwies sich als außerordentlich effektiv und wurde bis zum Beginn des 20. Jahrhunderts beibehalten.

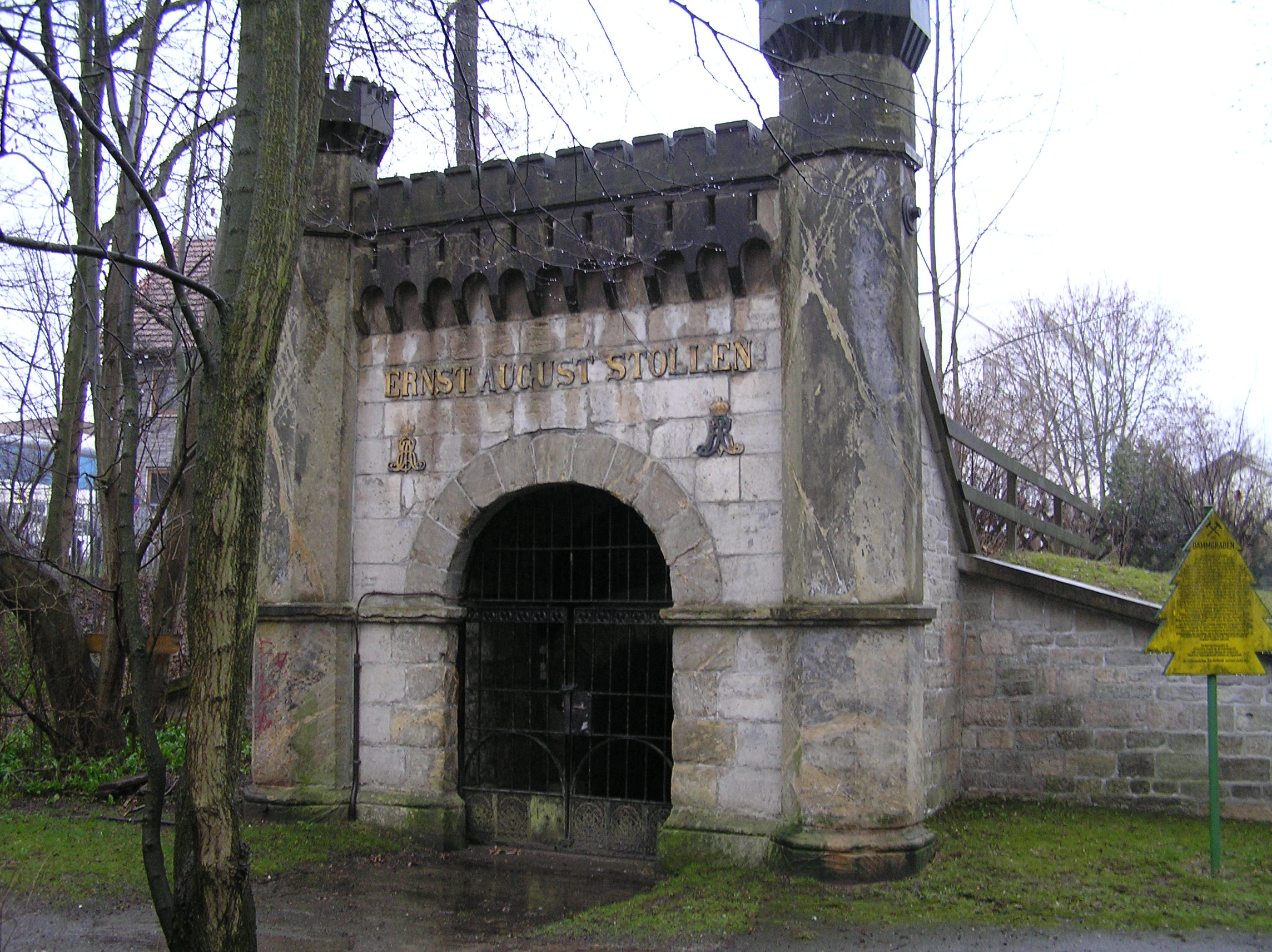
Mundloch des Ernst-August-Stollens

#### Ernst-August-Stollen
Die Erfindungen des Drahtseils und der Fahrkunst machten rentable Erzgewinnungen bis zu einer Teufe von 600 Metern möglich. Die dadurch unaufhaltsam steigenden Mengen von Grubenwasser erforderten einen neuen und noch tieferen Erbstollen. Kurz vor 1850 erreichten die Tiefe Wasserstrecke und der Tiefe Georg-Stollen ihre Belastungsgrenzen, weshalb man 1850 entschied, die Tiefe Wasserstrecke bis zum Rand des Harzes durchzutreiben. Das Mundloch dieses Stollens sollte bei Gittelde liegen.
Von 1851 bis 1864 wurde der Ernst-August-Stollen mit einem sehr hohen Arbeitsaufwand aufgefahren, um die vorhandenen Stollen zu entlasten.

### Modernisierung der Bergwerke
Als die langfristige Wasserlösung durch den Ernst-August-Stollen sichergestellt war, erfolgte die Modernisierung der Gruben. Um Förderungen aus mehr als 700 m Tiefe zu ermöglichen, mussten zunächst die vorhandenen tonnlägigen Schächte durch moderne seigere Richtschächte ersetzt werden. Wasserkünste wichen größtenteils Wassersäulenmaschinen.
Der seit 1856 angesetzte Königin-Marien-Schacht übernahm die zentrale Hebung des gesammelten Grubenwassers von der Tiefsten Wasserstrecke auf den Ernst-August-Stollen.

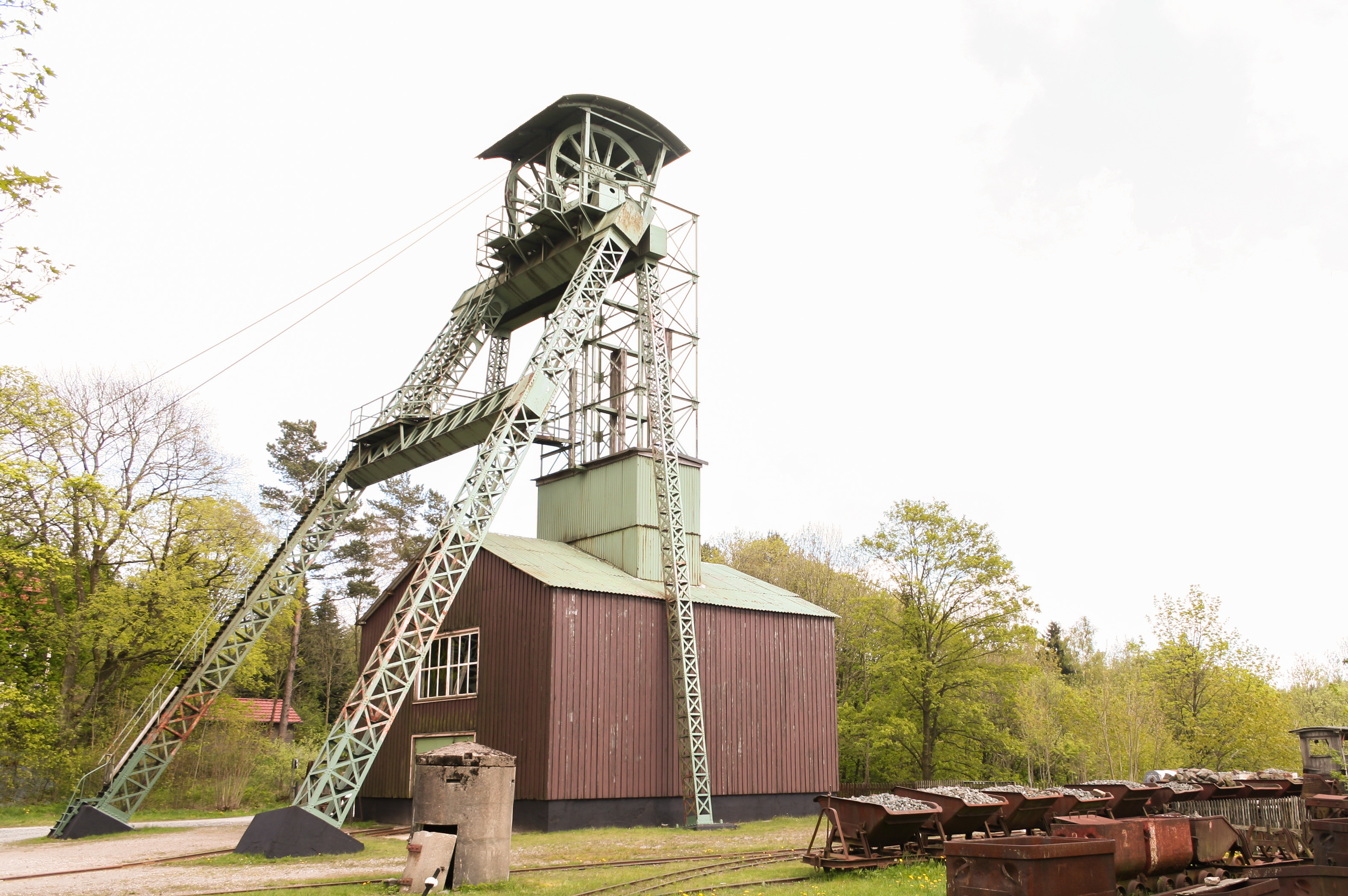
Fördergerüst des Ottiliae-Schachts

Ab 1868 wurde der Ottiliae-Schacht abgeteuft, der den Silbersegener Schacht westlich von Clausthal als zusätzlicher Förderschacht entlasten sollte. Zu der Zeit befanden sich in dem Gebiet die meisten Pochwerke und Erzwäschen. Um 1870 entstand auf dem Gelände des Schachtes eine Zentralaufbereitung für die geförderten Erze, die die alten Anlagen um Clausthal und Zellerfeld nach und nach ersetzte.

### Verlagerung des Bergbaus auf andere Gangzüge
Zum Ende des 19. Jahrhunderts verlagerte sich der Abbau von Erzen immer mehr auf den Burgstätter und Rosenhöfer Gangzug. Mit dieser Verlagerung gewann auch Sphalerit (Zinkblende) an Bedeutung, was in den nun tieferen Gruben mengenmäßig zunahm.

### Weimarer Republik und Ende des Bergbaus
Durch den Ersten Weltkrieg kam es im Bereich um Clausthal zum Raubbau. 1924 wurde die Berginspektion Clausthal durch die Preussag übernommen und es erfolgte eine umfangreiche Exploration, die auch wieder den Zellerfelder Gangzug einbezog. Dazu teufte man ab 1926 den Neuen Johanneser Schacht westlich von Zellerfeld auf knapp 630 m ab. Durch hohe Produktionskosten und sinkende Erträge geriet der Oberharzer Bergbau in eine unwirtschaftliche Lage. Zum Höhepunkt der Weltwirtschaftskrise resultierten aus niedrigen Metallpreisen keine ausreichenden Erträge.
Im Jahre 1930 wurde der Bergbau um Clausthal-Zellerfeld – und somit auf dem Zellerfelder Gangzug – eingestellt und anschließend einige Gruben für die Einrichtung von Wasserkraftwerken genutzt.
Dass kurz vor Stilllegung der Bergwerke am 31. Januar 1930 das hölzerne Fördergerüst des Neuen Johanneser Schachts abbrannte, was unter Bergleuten als „Todesfackel des Oberharzer Bergbaus“ bezeichnet wurde, hatte sicherlich keinen unmittelbaren Einfluss auf die Entscheidung zur Stilllegung, wohl aber eine hohe symbolische Bedeutung für die betroffenen Einwohner.

## Wasserwirtschaft
Für den Betrieb der Gruben des Zellerfelder Gangzuges standen Mitte des 19. Jahrhunderts 17 Teiche mit 144 Morgen Fläche und 57 Millionen Kubikfuß Volumen zur Verfügung. Vier Teiche nutzte man für den Betrieb von acht Wasserrädern der Aufbereitung. Es wurden außerdem zehn Räder über Tage und sieben unter Tage betrieben. Weiterhin gab es ein Grabennetz mit einer Gesamtlänge von 20000 Lachtern (38,5 km) und Wasserläufe mit einer Gesamtlänge von 315 Lachtern (606 m).

## Abbau und Erträge
Um das Jahr 1550 betrug das Mengenverhältnis bei dem Erz-Abbau im Zellerfelder Revier 97 % Blei und 3 % Silber. Der finanzielle Ertrag der Bergwerke wurde hingegen zu 96 % aus Silber und nur zu 4 % aus Blei erzielt. Kupfer war ein ständiges Nebenprodukt.
Weiterhin wurde Galenit (Bleiglanz), Chalkopyrit (Kupferkies) und Pyrit (Schwefelkies) gefördert. Vereinzelt fand man Vorkommen an Calcit (Kalkspat) und Quarz, seltener auch Ankerit (Braunspat) sowie Siderit (Spateisenstein).
Ab 1860 erlangte Sphalerit (Zinkblende) eine wirtschaftliche Bedeutung.